# Juarez Távora
Juarez Távora este un oraș în Paraíba (PB), Brazilia.